# Catherine Salée
Catherine Salée (...) è un'attrice belga.

## Biografia
Studia al Conservatorio Reale di Liegi, intraprendendo la carriera cinematografica agli inizi del 2000. Negli anni collabora con frequenza col regista Joachim Lafosse.

## Filmografia parziale
- Folie privée, regia di Joachim Lafosse (2004)
- Cacciatore di teste (Le Couperet), regia di Costa-Gavras (2005)
- Ça rend heureux, regia di Joachim Lafosse (2006)
- Proprietà privata (Nue Propriété), regia di Joachim Lafosse (2006)
- Mobile Home, regia di François Pirot (2012)
- Ombline, regia di Stéphane Cazes (2012)
- Torpedo, regia di Matthieu Donck (2012)
- La vita di Adele - Capitolo 1 & 2 (La Vie d'Adèle - Chapitres 1 & 2), regia di Abdellatif Kechiche (2013)
- Post partum, regia di Delphine Noels (2013)
- Due giorni, una notte (Deux jours, une nuit), regia di Jean-Pierre e Luc Dardenne (2014)
- Keeper, regia di Guillaume Senez (2015)
- Les Chevaliers blancs, regia di Joachim Lafosse (2015)
- Dopo l'amore (L'Économie du couple), regia di Joachim Lafosse (2016)
- Marvin (Marvin ou la Belle Éducation), regia di Anne Fontaine (2017)
- Un monde plus grand, regia di Fabienne Berthaud (2019)
- Revenir, regia di Jessica Palud (2019)
- Ils sont vivants, regia di Jérémie Elkaïm (2021)
- Inexorable, regia di Fabrice du Welz (2021)
- Amal, regia di Jawad Rhalib (2023)

## Riconoscimenti
- Premio Magritte
  - 2013 – Candidatura a migliore attrice non protagonista per Mobile Home
  - 2014 – Migliore attrice non protagonista per La vita di Adele - Capitolo 1 & 2 (La vie d'Adèle: Chapitres 1 & 2)
  - 2015 – Candidatura a migliore attrice non protagonista per Due giorni, una notte (Deux jours, une nuit)
  - 2017 – Migliore attrice non protagonista per Keeper